# Beniamino Donnici
Beniamino Donnici (ur. 22 października 1953 w Cosenzy) – włoski polityk, lekarz, poseł do Parlamentu Europejskiego VI kadencji (2007–2009).

## Życiorys
Ukończył studia medyczno na Uniwersytecie we Florencji. Specjalizował się w zakresie psychiatrii na Uniwersytecie Rzymskim – La Sapienza. Zajmował kierownicze stanowiska w służbach operacyjnych armii i szpitalach wojskowych (w stopniu pułkownika). Był dyrektorem medycznym placówek służby zdrowia.
Działał we Włoskim Ruchu Socjalnym, w latach 1990–1995 pełnił funkcję radnego regionu Kalabria. Do polityki powrócił w 2000 w ramach partii Włochy Wartości.
W wyborach w 2004 kandydował z trzeciego miejsca jednej z regionalnych list Di Pietro-Occhetto do Europarlamentu. Dwa mandaty przypadające temu ugrupowaniu z dwóch okręgów obsadzili jednak Antonio Di Pietro i Giulietto Chiesa, na rzecz którego zrezygnował Achille Occhetto. W 2005 Beniamino Donnici objął stanowisko asesora ds. turystyki w regionalnym rządzie Kalabrii.
W 2006 Antonio Di Pietro odszedł z Parlamentu Europejskiego w związku z objęciem stanowiska w rządzie, jego miejsce zajął kandydujący również w tym okręgu Achille Occhetto. Beniamino Donnici odwołał się do kolejnych instancji krajowych, przy czym Rada Stanu uznała jego prawo do objęcia zwolnionego mandatu. Parlament Europejski uznał jednak objęcie go przez Beniamino Donniciego za nieważny. Ostatecznie Beniamino Donnici utrzymał mandat europosła. Należał do grupy Porozumienia Liberałów i Demokratów na rzecz Europy, pracował m.in. w Komisji Rozwoju oraz Podkomisji Bezpieczeństwa i Obrony. W PE zasiadał do lipca 2009. W międzyczasie opuścił Włochy Wartości, przystępując do niewielkiego ugrupowania pod nazwą Partito del Sud.